# Skogs församling, Härnösands stift
Skogs församling var en församling i Härnösands stift och i Kramfors kommun i Västernorrlands län, Ångermanland. Församlingen uppgick 2006 i Nora-Skogs församling.

## Administrativ historik
Församlingen bildades på 1400-talet genom en utbrytning ur Nora församling och har därefter till 2006 varit annexförsamling i pastoratet Nora och Skog som under perioden 1500-talet till 1891 också omfattade Bjärtrå församling. Församlingen uppgick 2006 i Nora-Skogs församling.

## Kyrkor
- Skogs kyrka